# Escudo del Tíbet
El Escudo de Armas del Tíbet es un símbolo del Gobierno Tibetano en el exilio. Combina varios elementos de la bandera del Tíbet, y contiene diversos símbolos budistas. Sus elementos primarios son el sol y la luna sobre los Himalayas que representan a la nación del Tíbet, conocida como la Tierra Rodeada por Montañas Nevadas. En la base de las montañas hay un par de leones de las nieves. Los dos leones sujetan la rueda del dharma, representativa del noble óctuple sendero del budismo. En el interior, la rueda giratoria de tres colores representa las prácticas de las 10 virtudes exaltadas y los 16 modos de conducta humana.